# Die Fragmente der griechischen Historiker
Die Fragmente der griechischen Historiker (pol. Fragmenty historyków greckich) – zbiór fragmentów twórczości starożytnych greckojęzycznych historyków wydawany przez Felixa Jacoby’ego.

## Struktura i cytowanie
Publikacja podzielona jest według autorów, w tym anonimowych. Każdemu z nich przyporządkowano osobną liczbę porządkową, a numeracja prowadzona jest z zachowaniem ciągłości między tomami. W sekcji poświęconej konkretnemu autorowi znajdują się rubryki T (od testimonia – świadectwa) i F (od fragmenta – fragmenty). Do świadectw należą wszystkie antyczne opisy życia i twórczości opisywanej postaci. Fragmenty ułożone są według dzieł, przy czym, o ile było to możliwe do ustalenia, zachowano kolejność fragmentów w utworze. Sekcje kończą fragmenty niezidentyfikowanych dzieł autora. Standardowe cytowanie Die Fragmente der griechischen Historiker składa się ze skrótu F.Gr.Hist., po którym następuje numer antycznego autora. Po nim, w zależności od cytowanej sekcji, występują litery T lub F i numer fragmentu wewnątrz rubryki, np. F.Gr.Hist. 66 F 2.

## Historia wydawania
Die Fragmente der griechischen Historiker obejmują swoją tematyką historiografów greckich, tworzących przed 234 rokiem naszej ery, nie uwzględniają jednak autorów chrześcijańskich. Przed Jacobym fragmenty historyków greckich zebrał w latach 1841–1872 Karl Müller w zbiorze Fragmenta historicorum Graecorum, który nie zawierał jednak (lub był on z punktu widzenia współczesnej metodologii niewystarczający) aparatu krytycznego.
Jacoby podzielił w przedmowie autorów dostępnych fragmentów historiograficznych według tematyki ich dzieł na sześć grup:
1. historia mityczna i genealogia,
2. współczesna historia powszechna, chronografia,
3. historia lokalna (poszczególnych polis lub narodów),
4. biografie i prace antykwaryczne,
5. traktaty geograficzne,
6. teoria historiografii i autorzy niemożliwi do zaklasyfikowania do punktów 1–5[3].

Felix Jacoby wydał pierwszy tom swojej pracy w 1923 roku w Berlinie, ale od pewnego momentu publikował w Lejdzie. W tomach Die Fragmente der griechischen Historiker, które ukazały się za jego życia, znaleźli się autorzy należący do pierwszych trzech grup, z czego do dwóch tomów trzeciej części nie zdążył on napisać komentarza (zmarł w 1959 roku). Pracę nad autorami z czwartej kategorii prowadzone są w ramach międzynarodowego projektu, którego pierwszym koordynatorem był Guido Schepens, po przejściu na emeryturę zastąpiony przez Stefana Schorna. W projekcie biorą udział uczeni z uniwersytetów niemieckich (RWTH Aachen, Wolny Uniwersytet Berliński, Uniwersytet Humboldtów w Berlinie, Universität Bielefeld, Uniwersytet Erfurcki, Justus-Liebig-Universität Gießen, Uniwersytet Koloński), włoskich (Uniwersytet Boloński, Katolicki Uniwersytet Najświętszego Serca w Mediolanie, Uniwersytet w Pizie), angielskiego (Uniwersytet Oksfordzki), belgijskiego (Katholieke Universiteit Leuven), austriackiego (Karl-Franzens-Universität Graz) i amerykańskich (Uniwersytet Harvarda, Texas Christian University). Koordynatorem wydawania części geograficznej został Hans-Joachim Gehrke z Albert-Ludwigs-Universität Freiburg.